# Caracha, Ziracuaretiro
Caracha är en ort i Mexiko.   Den ligger i kommunen Ziracuaretiro och delstaten Michoacán de Ocampo, i den södra delen av landet, 290 km väster om huvudstaden Mexico City. Caracha ligger 1 423 meter över havet och antalet invånare är 930.
Terrängen runt Caracha är lite bergig. Runt Caracha är det ganska tätbefolkat, med 78 invånare per kvadratkilometer. Närmaste större samhälle är Uruapan, 14,3 km väster om Caracha. I omgivningarna runt Caracha växer huvudsakligen savannskog.